# Чижов, Сергей Михайлович
Сергей Михайлович Чижов (20.9.1912 — 7.2.1977) — советский военнослужащий, участник Великой Отечественной войны, Герой Советского Союза, стрелок 78-го гвардейского стрелкового полка 25-й гвардейской стрелковой дивизии 6-й армии Юго-Западного фронта, гвардии красноармеец.

## Биография
Родился 20 сентября 1912 года в деревне Высокое ныне Ефремовского района Тульской области в крестьянской семье. Русский. Член ВКП(б)/КПСС с 1951 года. Образование начальное. Работал в колхозе.
В Красной Армии в 1934—1936 годах и с 1941 года. На фронте в Великую Отечественную войну с июня 1941 года. Стрелок 78-го гвардейского стрелкового полка гвардии красноармеец Сергей Чижов в ночь на 26 сентября 1943 года в составе штурмового отряда переправился через реку Днепр в районе села Войсковое Солонянского района Днепропетровской области Украины. Одним из первых ворвался в траншею противника, затем участвовал в отражении пяти вражеских контратак.
Указом Президиума Верховного Совета СССР от 19 марта 1944 года за образцовое выполнение боевых заданий командования на фронте борьбы с немецко-фашистскими захватчиками и проявленные при этом мужество и героизм, гвардии красноармейцу Чижову Сергею Михайловичу присвоено звание Героя Советского Союза с вручением ордена Ленина и медали «Золотая Звезда».
В 1944 году старший сержант С. М. Чижов демобилизован по инвалидности. Возвратился на родину, работал председателем колхоза. С 1947 года жил в городе Тула. Работал на заводе «Штамп». Умер 7 февраля 1977 года. Похоронен на Смоленском кладбище в Туле.
Награждён орденами Ленина, Красного Знамени, медалями.
Мемориальная доска установлена на доме по адресу улица Кирова, 161 в Туле, где проживал Чижов.